# Kamerzysta (youtuber)
Kamerzysta, właśc. Łukasz Wawrzyniak (ur. 25 listopada 1992 w Szczecinie) – polska osobowość internetowa, patoinfluencer, raper, freak fighter oraz były youtuber. Jego charakterystycznym elementem było noszenie najpierw worka Gucci, a w późniejszym okresie maski na twarzy.

## Działalność internetowa i kontrowersje
Swoją popularność zyskał w 2013 roku w serwisie askfm, krótko po tym sukcesie pojawiły się pierwsze kontrowersje związane z reklamowaniem scamu w postaci SMS Premium wśród swoich fanów, którzy w większości byli niepełnoletni.
W 2017 roku był współtwórcą kanału Lord Kruszwil w serwisie YouTube, który prowadził z tytułowym Lordem Kruszwilem.
Kanał zyskał znaczną popularność i do momentu zamknięcia w 2019 obserwowały go blisko 3 miliony widzów. Wzbudzał znaczne kontrowersje, zaś w związku z prezentowanymi na nim treściami w 2019 roku Ośrodek Monitorowania Zachowań Rasistowskich i Ksenofobicznych zawiadomił prokuraturę, twierdząc, iż jego twórcy mogli dopuścić się przestępstwa, które upublicznili w Internecie. Oskarżenia te doprowadziły do zablokowania kanału i zakończenia współpracy między Kamerzystą i Lordem Kruszwilem. W 2019 roku prowadził własny kanał na YouTube, który cieszył się liczbą miliona subskrybentów, a także konto na Instagramie z podobną ilością obserwujących.
W 2020 roku został oskarżony o wykorzystywanie seksualne i pisanie nieodpowiednich wiadomości z podtekstem erotycznym do nieletnich dziewczyn oraz o bicie swojej partnerki.
W 2021 roku został oskarżony o wykorzystanie i znęcanie się psychiczne i fizyczne nad niepełnosprawnym intelektualnie 18-latkiem dla rozgłosu w Internecie. Postawiono mu wówczas zarzuty znęcania się nad osobą nieporadną ze względu na swój stan psychiczny. W związku z zarzutami od kwietnia do 1 października 2021 przebywał w areszcie. Ze względu na dobro pokrzywdzonej osoby niepełnosprawnej proces utajniono.
W 2021 roku Kamerzysta usłyszał zarzut pobicia 66-letniego mężczyzny, do którego miało dojść w trakcie kręcenia jednego z filmików. W związku z oskarżeniami Wawrzyniak określany był wówczas w mediach jako Patoyoutuber. W 2024 roku zapadł w tej sprawie prawomocny wyrok skazujący Wawrzyniaka na 6 miesięcy ograniczenia wolności oraz nakazujący mu zapłatę 10 tys. złotych zadośćuczynienia na rzecz rodziny pokrzywdzonego.

## Działalność muzyczna
Zadebiutował 8 marca 2019 utworem pt. Piękna i bestia, który w ciągu tygodnia od publikacji uzyskał 5 milionów wyświetleń w serwisie YouTube. W tym samym miesiącu opublikował też utwór pt. Titanic, który w zaledwie dwie godziny od publikacji zyskał pół miliona wyświetleń. Wraz z datą początku jego kariery miała miejsce trzecia gala Fame MMA, na której Wawrzyniak zagrał swój pierwszy koncert wraz z Kubańczykiem.
Po debiucie Kamerzysty pojawił się w internecie krytyczny komentarz producenta muzycznego L-Pro, w którym zarzucił on Kamerzyście, iż wspólnie pracowali nad materiałem płytowym, po czym Kamerzysta wypuścił utwory z innym podkładem muzycznym. L-Pro w swoich social mediach napisał, że został oszukany przez Kamerzystę i nazwał go pseudo-raperem.
12 września 2019 miał premierę album Kamerzysty pt. Afirmacja. 19 września tego samego roku tytułowy utwór z tej płyty uplasował się na 1 miejscu listy OLiS. Był to pierwszy przypadek w Polsce, kiedy YouTuber znalazł się na szczycie listy najlepiej sprzedających się płyt. Ten sam utwór powrócił na listę OLiS w listopadzie 2020. 18 września 2019 album Afirmacja uzyskał status złotej płyty, zaś 20 listopada uzyskał status platynowej płyty. Ukazanie się płyty poprzedziły jednak kontrowersje. Album pierwotnie miał się ukazać 31 lipca 2019. Data premiery albumu została jednak przesunięta na wrzesień, ponieważ komputer zawierający nagrania utworów Kamerzysty został zatrzymany przez funkcjonariuszy policji, którzy wykonywali nakaz przeszukania jego studia. W związku z faktem, iż album rozszedł się w preorderze w nakładzie kilku tysięcy, w lipcu 2019 roku pojawiły się wobec Kamerzysty zarzuty słuchaczy niewierzących w ostateczne ukazanie się albumu i sugerujące oszustwo. W tamtym okresie Kamerzysta współpracował również z początkującym raperem Kubańczykiem.
5 listopada 2020 jego album pt. „?” znalazł się na 1 miejscu listy OLiS.

## Walki freak show fight
20 grudnia 2021 poprzez media społecznościowe został ogłoszony jako nowy zawodnik Prime Show MMA, a 8 dni później podczas pierwszej konferencji ogłoszony został jego rywal, czyli Marek „Kruszwil” Kruszel, z którym Wawrzyniak w latach 2017–2019 wspólnie nagrywał na platformie YouTube. Ich pojedynek był Main Eventem pierwszej gali Prime (Prime 1: Zadyma), a odbył się on w walce na zasadach MMA zaplanowanej na dystans 3 rund po 3 minuty. Kamerzysta wygrał przez nokaut, trafiając Kruszwila prawym sierpowym, po którym ten upadł, następnie Wawrzyniak dobił ciosami w parterze swojego przeciwnika. Starcie w 11 sekundzie przerwał sędzia ringowy.
Jego druga walka odbyła się w Radomiu na gali Prime 3: Street Fighter, gdzie zmierzył się z Jakubem Lasikiem w budce telefonicznej, bez zasad oraz bez limitu czasowego. Wygrał przez techniczny nokaut w 38 sekundzie walki po trzykrotnym liczeniu rywala.
26 listopada 2022 w Szczecinie podczas gali Prime 4: Królestwo skrzyżował rękawice w formule bokserskiej z Michałem „Bagietą” Gorzelańczykiem. Wawrzyniak zwyciężył walkę w pierwszej odsłonie przez TKO, nokdaunując trzykrotnie rywala, po czym walkę przerwał sędzia ringowy.
W powrocie do organizacji Prime Show MMA zawalczył w turnieju II Igrzysk Gladiatorów na gali Prime 8: Zadyma 2.0, która odbyła się 13 kwietnia 2024 w Warszawie. Udział „Kamerzysty” w turnieju toczył się na zasadach niestandardowych, m.in. zawalczył on w parze z Łukaszem „Magicalem Jr.” Malanowskim przeciwko Rafałowi Pazikowi i Maciejowi „Wujkowi Samo Zło” Gnatowskiemu, zaś formułą starć był boks w małych rękawicach, który toczył się w nielimitowanej czasowo rundzie. Mimo pozycji dużego faworyta przegrał przez TKO z Rafałem Pazikiem, tym samym odpadając z turnieju.